# Kinnevalds tingslag
Kinnevalds tingslag var ett tingslag i Kronobergs län i Mellersta Värends domsaga. Tingsplats var i Jät.
Tingslaget bildades 1680 och omfattade Kinnevalds härad. Tingslaget uppgick 1919 i Mellersta Värends tingslag. 